# 스트롭스
스트롭스(Strawbs)는 잉글랜드의 록 밴드이다.